# Eleição municipal de Mesquita (Rio de Janeiro) em 2024
A eleição municipal da cidade de Mesquita em 2024 ocorreu no dia 6 de outubro (primeiro turno) com o objetivo de eleger um prefeito, um vice-prefeito e 12 vereadores responsáveis pela administração da cidade no mandato a se iniciar em 1° de janeiro de 2025 e com término em 31 de dezembro de 2028. O prefeito titular era Jorge Miranda, do PL, que, conforme a legislação eleitoral, não pôde disputar a reeleição por estar em seu segundo mandato.
No primeiro turno, realizado em 6 de outubro, Marotto Miranda, candidato pelo PL, foi eleito com 71.851 votos (75,49% dos votos válidos), seguido de Gelsinho Guerreiro, candidato pelo Republicanos, que obteve 17.877 votos (18,78%). Pela Câmara Municipal, Diogo Talento, do PRD, foi o vereador mais votado da cidade, com 3.568 votos (3,65% dos votos válidos); o partido que mais obteve cadeiras na câmara legislativa foi o PL, com três cada.

## Calendário eleitoral
| Início        | Fim           | Atividades | Status    |
| ------------- | ------------- | --- | --------- |
| 7 de março    | 5 de abril    | Janela partidária para vereadores trocarem de partido visando concorrer às eleições sem perder o mandato. | Realizado |
| 6 de abril    | 6 de abril    | Data-limite para todas as legendas e federações partidárias obterem o registro dos estatutos no TSE e para todos os candidatos terem domicílio eleitoral na circunscrição em que desejam disputar as eleições com a filiação deferida pelo partido. | Realizado |
| 15 de maio    | 15 de maio    | Início da campanha de arrecadação prévia de recursos na modalidade de financiamento coletivo para pré-candidatos, sem realização de pedidos de voto e obedecendo a regras relativas à propaganda eleitoral na Internet.                             | Realizado |
| 20 de julho   | 5 de agosto   | Realização de convenções partidárias para deliberar sobre coligações e escolher candidatos às prefeituras e aos cargos de vereador. Os partidos têm até 15 de agosto para registrar os nomes na Justiça Eleitoral.                                  | Realizado |
| 16 de agosto  | 16 de agosto  | Início das campanhas eleitorais de forma igualitária, podendo qualquer publicidade ou manifestação com pedido explícito de voto antes da data ser considerada irregular e multada.                                                                  | Realizado |
| 30 de agosto  | 3 de outubro  | Veiculação da propaganda eleitoral gratuita no rádio e na televisão. | Realizado |
| 6 de outubro  | 6 de outubro  | Realização do primeiro turno das eleições municipais. | Realizado |
| 11 de outubro | 25 de outubro | Veiculação da propaganda eleitoral gratuita no rádio e na televisão para o segundo turno. | Realizado |
| 27 de outubro | 27 de outubro | Realização de um eventual segundo turno nas cidades com mais de 200 mil eleitores em que o candidato a prefeito mais votado não tenha atingido a metade mais um dos votos válidos.                                                                  | Realizado |

## Candidatos à prefeitura
| Nº | Prefeito  | Prefeito            | Prefeito          | Prefeito                                         | Vice-prefeito(a) | Vice-prefeito(a) | Vice-prefeito(a)       | Vice-prefeito(a)  | Vice-prefeito(a)                       | Coligação | Ref.  |
| Nº | Candidato | Candidato           | Partido Federação | Cargos relevantes                                | Candidato(a)     | Candidato(a)     | Candidato(a)           | Partido Federação | Cargos relevantes                      | Coligação | Ref.  |
| -- | --------- | ------------------- | ----------------- | ------------------------------------------------ | ---------------- | ---------------- | ---------------------- | ----------------- | -------------------------------------- | --- | ----- |
| 10 |           | Gelsinho Guerreiro  | Republicanos      | - Prefeito de Mesquita (2013–2016); - Empresário |                  |                  | Cris Gêmeas            | PMB               | - Professora de Ensino Fundamental     | Mesquita Livre Republicanos, PMB e PRTB                                                                        | [ 6 ] |
| 13 |           | Doutor Luiz Cláudio | PT FE Brasil      | - Advogado                                       |                  |                  | Ewerson Claudio        | PT FE Brasil      | - Servidor público                     | Mesquita da Esperança FE Brasil (PT, PCdoB e PV), PDT e Fed. PSOL REDE                                         | [ 6 ] |
| 22 |           | Marotto             | PL                | - Advogado                                       |                  |                  | Bruno Lucena           | PP                | - Vereador de Mesquita (2021–presente) | A Mudança Vai Continuar PL, PP, PODE, PRD, NOVO, Agir, UNIÃO, PSD, Avante, Fed. PSDB Cidadania e Solidariedade | [ 6 ] |
| 40 |           | Paulo Lobato        | PSB               | - Diretor de Empresas                            |                  |                  | Francisco Caminhoneiro | PSB               | - Servidor público                     | Sem coligação                                                                                                  | [ 6 ] |

### Desistência
| Nº | Prefeito  | Prefeito       | Prefeito | Prefeito                           | Vice-prefeito | Vice-prefeito | Vice-prefeito          | Vice-prefeito | Vice-prefeito   | Coligação                                | Causa                                                                                              |
| Nº | Candidato | Candidato      | Partido  | Cargo relevante                    | Candidato     | Candidato     | Candidato              | Partido       | Cargo relevante | Coligação                                | Causa                                                                                              |
| -- | --------- | -------------- | -------- | ---------------------------------- | ------------- | ------------- | ---------------------- | ------------- | --------------- | ---------------------------------------- | -------------------------------------------------------------------------------------------------- |
| 15 |           | Roberto Emídio | MDB      | - Vereador de Mesquita (2017–2024) |               |               | Dr. Fernando Gonçalves | MDB           | - Médico        | Recomeçar, Realizar, Reinventar MDB e DC | Desistiu da candidatura em 21 de setembro após anunciar apoio à candidatura de Gelsinho Guerreiro. |

## Pesquisas eleitorais
As pesquisas buscam analisar como seria o resultado da eleição se ela ocorresse no dia em que os dados dos entrevistados foram coletados, não tendo como objetivo pela porcentagem de confiança, prever o resultado final da eleição.
| Fonte | Data(s) conduzida(s) | Amostragem | Marotto PL | Gelsinho Republicanos | Emídio MDB | Cláudio PT | Lobato PSB | B/N | Indec. | Vantagem | Ref. |     |    |    |   |   |     |       |
| ----- | -------------------- | ---------- | ---------- | --------------------- | ---------- | ---------- | ---------- | --- | ------ | -------- | ---- | --- | -- | -- | - | - | --- | ----- |
| Fonte | Data(s) conduzida(s) | Amostragem | Ágora      | 16-17/Set/2024        | 400        | 65%        | 16%        | B/N | Indec. | Vantagem | Ref. | 11% | 7% | 1% | – | – | 50% | [ 8 ] |
| 55%   | 14%                  | 10%        | Ágora      | 16-17/Set/2024        | 400        | 6%         | 1%         | 4%  | 6%     | 46%      |      |     |    |    |   |   |     | [ 8 ] |

## Resultados

### Prefeito
| Candidato a prefeito     | Candidato a prefeito              | Candidato(a) a vice-prefeito(a) | Primeiro turno 6 de outubro de 2024 | Primeiro turno 6 de outubro de 2024 |
| Candidato a prefeito     | Candidato a prefeito              | Candidato(a) a vice-prefeito(a) | Total                               | %                                   |
| ------------------------ | --------------------------------- | ------------------------------- | ----------------------------------- | ----------------------------------- |
|                          | Marotto (PL)                      | Bruno Lucena (PP)               | 71.851                              | 75,49%                              |
|                          | Gelsinho Guerreiro (Republicanos) | Cris Gêmeas (PMB)               | 17.877                              | 18,78%                              |
|                          | Doutor Luiz Cláudio (PT)          | Ewerson Claudio (PT)            | 4.986                               | 5,24%                               |
|                          | Paulo Lobato (PSB)                | Francisco Caminhoneiro (PSB)    | 470                                 | 0,49%                               |
| Total de votos válidos   | Total de votos válidos            | Total de votos válidos          | 95.184                              | 95.184                              |
| Votos apurados           |                                   |                                 |                                     |                                     |
| Votos válidos            | Votos válidos                     | Votos válidos                   | 95.184                              | 90,01%                              |
| Votos em branco          | Votos em branco                   | Votos em branco                 | 4.106                               | 3,88%                               |
| Votos nulos              | Votos nulos                       | Votos nulos                     | 6.462                               | 6,11%                               |
| Total de votos apurados  | Total de votos apurados           | Total de votos apurados         | 105.752                             | 105.752                             |
| Eleitores                |                                   |                                 |                                     |                                     |
| Comparecimentos          | Comparecimentos                   | Comparecimentos                 | 105.752                             | 76,54%                              |
| Abstenções               | Abstenções                        | Abstenções                      | 32.406                              | 23,46%                              |
| Total de eleitores aptos | Total de eleitores aptos          | Total de eleitores aptos        | 138.158                             | 138.158                             |
| Total de seções: 396     |                                   |                                 |                                     |                                     |
| Fonte: TSE               |                                   |                                 |                                     |                                     |

### Vereadores eleitos
| Candidato | Candidato            | Partido       | Votos | Votos |
| Candidato | Candidato            | Partido       | Total | %     |
| --------- | -------------------- | ------------- | ----- | ----- |
|           | Diogo Talento        | PRD           | 3.568 | 3,65% |
|           | Marcel Taí Gostei    | PP            | 3.236 | 3,31% |
|           | Vinny É Nós          | PRD           | 3.186 | 3,26% |
|           | Raphael Duarte       | PL            | 3.045 | 3,11% |
|           | Gelson Henrique      | Solidariedade | 2.858 | 2,92% |
|           | Tiago Kurtz          | UNIÃO         | 2.705 | 2,76% |
|           | Zé Chaleira          | UNIÃO         | 2.668 | 2,73% |
|           | Vinícius Bonitão     | PL            | 2.614 | 2,67% |
|           | Leo Primo            | PL            | 2.475 | 2,53% |
|           | Mauricio Chagas      | PSD           | 2.415 | 2,47% |
|           | Dudu 2D              | PSD           | 2.234 | 2,28% |
|           | Rodrigo Rodrigues Rr | PP            | 2.198 | 2,25% |